# Black Sheep (1912)
Black Sheep é um filme mudo norte-americano de 1912 em curta-metragem, do gênero drama, dirigido por D. W. Griffith e Wilfred Lucas.

## Elenco
- Charles West
- Alfred Paget
- Charles Gorman
- William A. Carroll
- Dorothy Bernard
- Jack Pickford
- Frank Evans
- Christy Cabanne
- J. Jiquel Lanoe
- W.C. Robinson